# غيلوم بيغانسكي
غيلوم بيغانسكي (بالفرنسية: Guillaume Bieganski)‏ (مواليد 3 نوفمبر 1932) هو لاعب كرة قدم. يلعب مع منتخب فرنسا لكرة القدم. سبق له أن لعب في كأس العالم لكرة القدم مع منتخب بلاده.

## روابط خارجية
- غيلوم بيغانسكي على موقع الاتحاد الدولي (مؤرشف)  (الإنجليزية)
- غيلوم بيغانسكي على موقع قاعدة بيانات كرة القدم.إي يو (الإنجليزية)
- غيلوم بيغانسكي على موقع ناشيونال فوتبول تيمز (الإنجليزية)
- غيلوم بيغانسكي على موقع Soccerway.com (الإنجليزية)
- غيلوم بيغانسكي على موقع عالم كرة القدم.نت (الإنجليزية)